# Оливие Безансно
Оливие Безансно е роден на 18 април 1974 г. Оливие Безансно е политик от френската крайната левица, говорител на Комунистически революционен съюз (Франция) и един от говорителите на антиглобалистката и алтермондиалиска парнтия Нова Анти-капиталистическа Партия – NPA.
Безансно е и член и съосновател на движението Дълг на паметта, наричано още Дългът да не си безучастен. Движението има за дейност борбата с расизма и расовата дискриминация. Друга негова дейност е изучаването на колониалното минало на Франция и историята на робовладелството. Целта на движението е да разпространява и популяризира еманципиращо историческо познание в помощ на индивидуалната и колективна идентичност.

## Биография
Оливие Безансно е син на преподавател по физика и учлищна психоложка.има диплома за тригодишно обучение по история от университета Париж 10 – Нантер. През 2003 със Стефани Шеврие, литературен директор в издателство Фламарион им се ражда дете. Той казва за себе си, че е атеист и предпочита да цитира Роза Люксембург, Луиз Мишел и Че Гевара, и по-рядко Леон Троцки.

## Политическа дейност
Партията на Безансно води борба срещу капитализма и капиталистическите механизми за печалба на предприятията. Печалбите се разпределят между акционерите и шефовете, за сметка на преразпределението на богатствата за трудещите се. Според политическите виждания на партията Комунистически революционен съюз (Франция) това малцинство концентрира по-голямата част от богатствата и в ръцете си, както и нашето бъдеще с политически, икономически и социални решения. При това като повечето от хората са безмилостно експлоатирани.
От 2004 г. той води борба срещу приемането на обща европейска конституция с референдум, тъй като според него предлаганата конституция е прекалено либерална и изобщо не е социална. На 29 май 2005 г. референдумът е отхвърлен – гласовете не на конституцията са 54,67 %.
На президентските и парламентарните избори във Франция през 2006 г. партията отказва да се присъедини към призива на Сеголен Роял за обща кандидатура.на анти-либералните сили, и за полтическа и парламентарна подкрепа на френската социалистическа партия. Според Безансно съюз с френската социалистическа партия ще създаде условия за многолика лява политика, която
ще провежда политика близка до пилитиката на дясните партии, а когато „левицата флиртува с десницата, левицата губи.“
На 22 април 2007 г. Партията на Безансно печели 4,08% от гласовете В сравнение с 2002 г. партията е спечелила 287 019 привърженика.
На тези избори Никола Саркози е избран за президент на френската република с 53,06% срещу 46,94% за Сеголен Роаял.

## Музика
- албум „Политически некоректен“ – Politikment incorrekt, с рап певеца Monsieur R., 2004. Présentation de l'album Politikment incorrekt
- албум „Че, въгленът, който още гори“ – Le Che, une braise qui brûle encore Архив на оригинала от 2008-02-29 в Wayback Machine., в чест на 40 години от смъртта на Че Гевара, с рап певеца Monsieur R.